# Sphaerodactylus macrolepis
Sphaerodactylus macrolepis Günther, 1859 è un geco appartenente alla famiglia Sphaerodactylidae.

## Descrizione
Di dimensioni comprese tra 12 e 28 mm circa, si nutre principalmente di collemboli, insetti e ragni.

## Distribuzione e habitat
Questa specie è presente nelle Isole Vergini Americane, nelle Isole Vergini Britanniche e a Porto Rico.
Vive principalmente nelle aree coperte da foresta, vicino alla vegetazione costiera, nelle piantagioni di caffè e palme da cocco, oltre che vicino agli insediamenti umani.